# Mieczysław Ostroróg
Mieczysław Ostroróg (ur. 23 listopada 1938) – polski aktor teatralny i filmowy.

## Życiorys
Ukończył studia na Wydziale Aktorskim Państwowej Wyższej Szkoły Teatralnej w Krakowie (1965), choć pierwotnie był przyjęty na studia lalkarskie. Był członkiem zespołów Teatrów: Polskiego w Bielsku-Białej (1965-1967), Bałtyckiego Teatru Dramatycznego im. Juliusza Słowackiego w Koszalinie (1967-1968), Współczesnego we Wrocławiu (1968-1970), Ziemi Opolskiej w Opolu (później: im. Jana Kochanowskiego) (1971-1973, 1974-1976), im. Juliusza Osterwy w Lublinie (1973-1974), im. Cypriana Kamila Norwida w Jeleniej Górze (1976-1977), Dramatycznego w Elblągu (1977-1978), Dramatycznego w Legnicy (1978-1979), im. Ludwika Solskiego w Tarnowie (1979-1983), Polskiego we Wrocławiu (1983-1984), Polskiego w Poznaniu (1984-1985), Bagatela w Krakowie (1985-1988) oraz „Maszkaron” w Krakowie (1988-1993). Ponadto wystąpił w jednym przedstawieniu Teatru Telewizji (1987).
W 1979 roku został nagrodzony Srebrną Iglicą - nagrodą czytelników wrocławskiego Słowa Polskiego.

## Filmografia
- 6 milionów sekund (1983) - kierowca Fiata (odc. 18)
- Magnat (1986)
- Biała wizytówka (1986) - odc. 6
- Opowieść o Józefie Szwejku i jego najjaśniejszej epoce (1995) - odc. 1, 3, 4
- Kler (2018) - ksiądz Petrycki